# Zoran - Il mio nipote scemo
Zoran - Il mio nipote scemo è un film del 2013 diretto da Matteo Oleotto ed è una co-produzione italo-slovena.
L'opera è stata presentata alla 70ª Mostra internazionale d'arte cinematografica di Venezia, nell'ambito della Settimana Internazionale della Critica e ha vinto il Premio del Pubblico RaroVideo.

## Trama
Paolo Bressan è un uomo corpulento, alcolizzato e volgare. 
Abita in un piccolo paese in provincia di Gorizia, vicino al confine con la Slovenia, in cui possiede un lavoro alla locale mensa per anziani, mentre nel tempo libero beve in una cantina con gli amici del paesello. 
È ossessionato dalla ex-moglie Stefanja e il suo nuovo marito Alfio, verso cui sfoga la sua invidia con scherzi puerili e piccoli atti vandalici. All'improvviso la sua vita viene sconvolta dall'arrivo di un nipote sloveno che non sapeva di avere, Zoran, rimasto senza nessuno ad accudirlo dopo la morte della zia Anja Kovač, con cui viveva. Il ragazzino è molto introverso ma intelligente e colto, tanto che parla un italiano pieno di termini forbiti. Alla morte della zia, Zoran viene affidato a Paolo per alcuni giorni in attesa di entrare in orfanotrofio. Durante quei giorni Paolo prima cerca di sfruttare economicamente la grande abilità del ragazzo con il gioco delle freccette, ma la convivenza con l'adolescente - che si affaccia alla vita con le prime esperienze amorose con Anita, una ragazzina del paese - sarà l'occasione per guardare finalmente la propria vita in modo critico.

## Distribuzione
Il film è uscito nelle sale italiane il 31 ottobre 2013.

## Riconoscimenti
- 2014 - Festival de Cine Independiente REC di Tarragona
  - Premio del Pubblico
- 2014 - Bobbio Film Festival
  - Premio "Gobbo d'oro" al Miglior Film
  - Premio del Pubblico
  - Miglior Attore Protagonista (Giuseppe Battiston)
- 2014 - Bimbi Belli
  - Miglior attore protagonista (Giuseppe Battiston)
- 2014 - Festival Europeo del Cinema di Lecce
  - Premio Mario Verdone, Miglior Opera Prima
- 2014 - Sofia International Film Festival
  - Young Jury Award
- 2014 - Festival del Cinema Sloveno
  - Miglior coproduzione
  - Miglior scenografia
- 2014 - David di Donatello
  - Nomination Miglior regista esordiente a Matteo Oleotto
  - Nomination Migliore attore protagonista a Giuseppe Battiston
- 2014 - Globo d'oro
  - Miglior opera prima a Matteo Oleotto
  - Nomination Miglior film a Matteo Oleotto
  - Nomination Miglior commedia a Matteo Oleotto
  - Nomination Migliore sceneggiatura a Matteo Oleotto, Daniela Gambaro, Marco Pettenello e Pier Paolo Piciarelli
  - Nomination Migliore attore a Giuseppe Battiston